# Ваксмут, Фердинанд
Фердинанд Ваксмут (фр. Ferdinand Wachsmuth; 21 марта 1802[…], Мюлуз — 14 ноября 1869, Версаль) — французский художник и гравёр.

## Биография
Родился в 1802 году в Мюлузе. Эльзасец, сын страсбургского художника Франсуа Жозефа Ваксмута, специализировавшегося на создании декоративных росписей и вывесок. Семья Ваксмут имела немецкое происхождение, но к моменту рождения Фердинанда её члены считали себя французами.
Ваксмут учился живописи в Париже под руководством Антуана Жана Гро. 
Расцвет творчества Ваксмута пришёлся на период правления короля Луи-Филиппа и первые годы Второй империи. Он преподавал рисование в Военной школе Сен-Сир и руководил Школой изящных искусств в Версале. Регулярно выставлял свои работы на ежегодном Парижском салоне с 1833 по 1859 год, причём уже в 1833 году одна из работ была награждена медалью Салона.
Ваксмут работал, в том числе, по личным заказам короля Луи-Филиппа, и создал несколько портретов, украсивших интерьеры Версальского дворца. Помимо портретов, писал исторические сцены и религиозные композиции. Совершил путешествие по Алжиру вскоре после его завоевания Францией, и по мотивам своего путешествия создал ряд произведений.
Скончался Ваксмут в 1869 году в Версале.

## Галерея

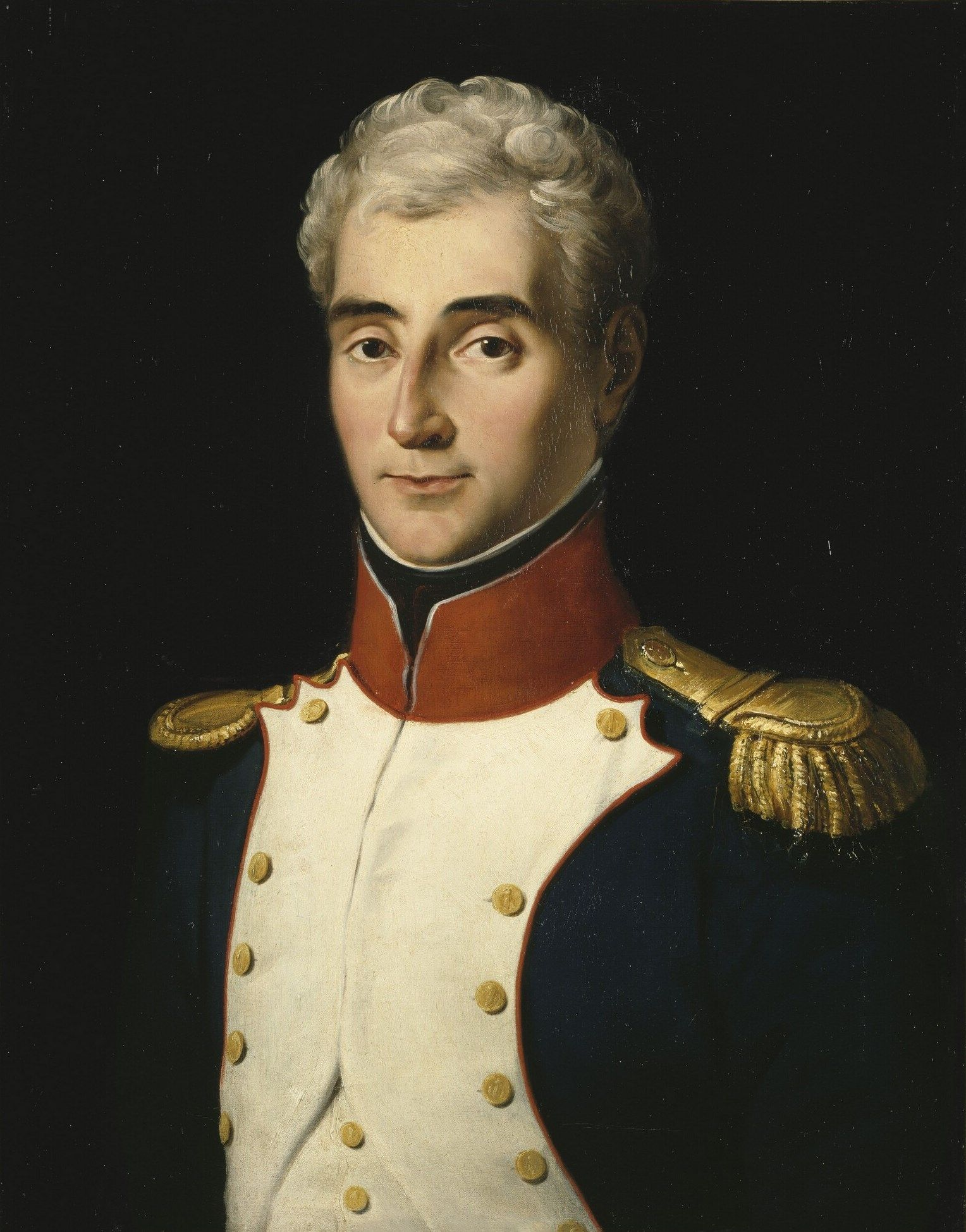
Андре Массена в форме подполковника 2-го батальона волонтёров Вара в 1792 году. Версаль.
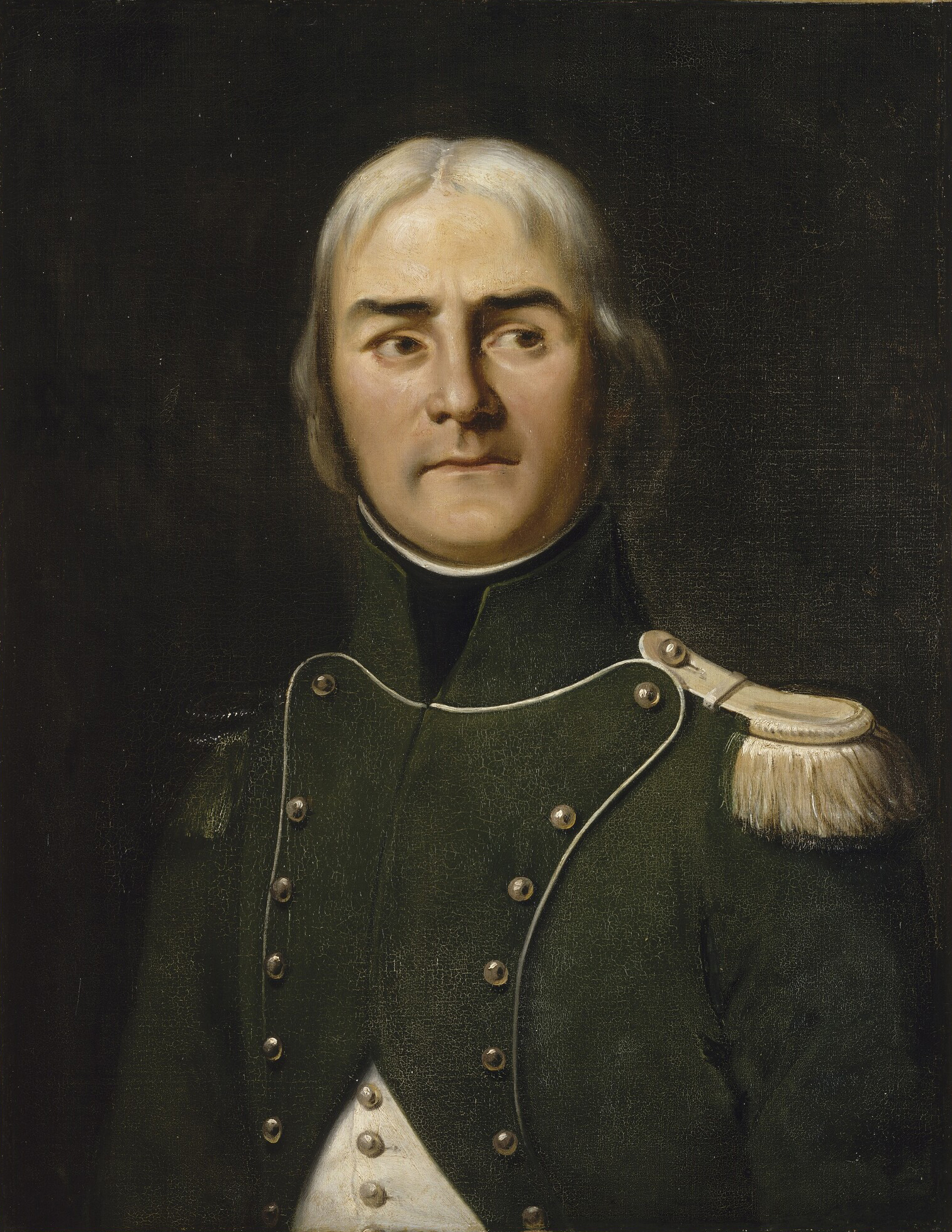
Франсуа Жозеф Лефевр в форме капитана 13-го лёгкого пехотного батальона в 1792 году. Версаль.
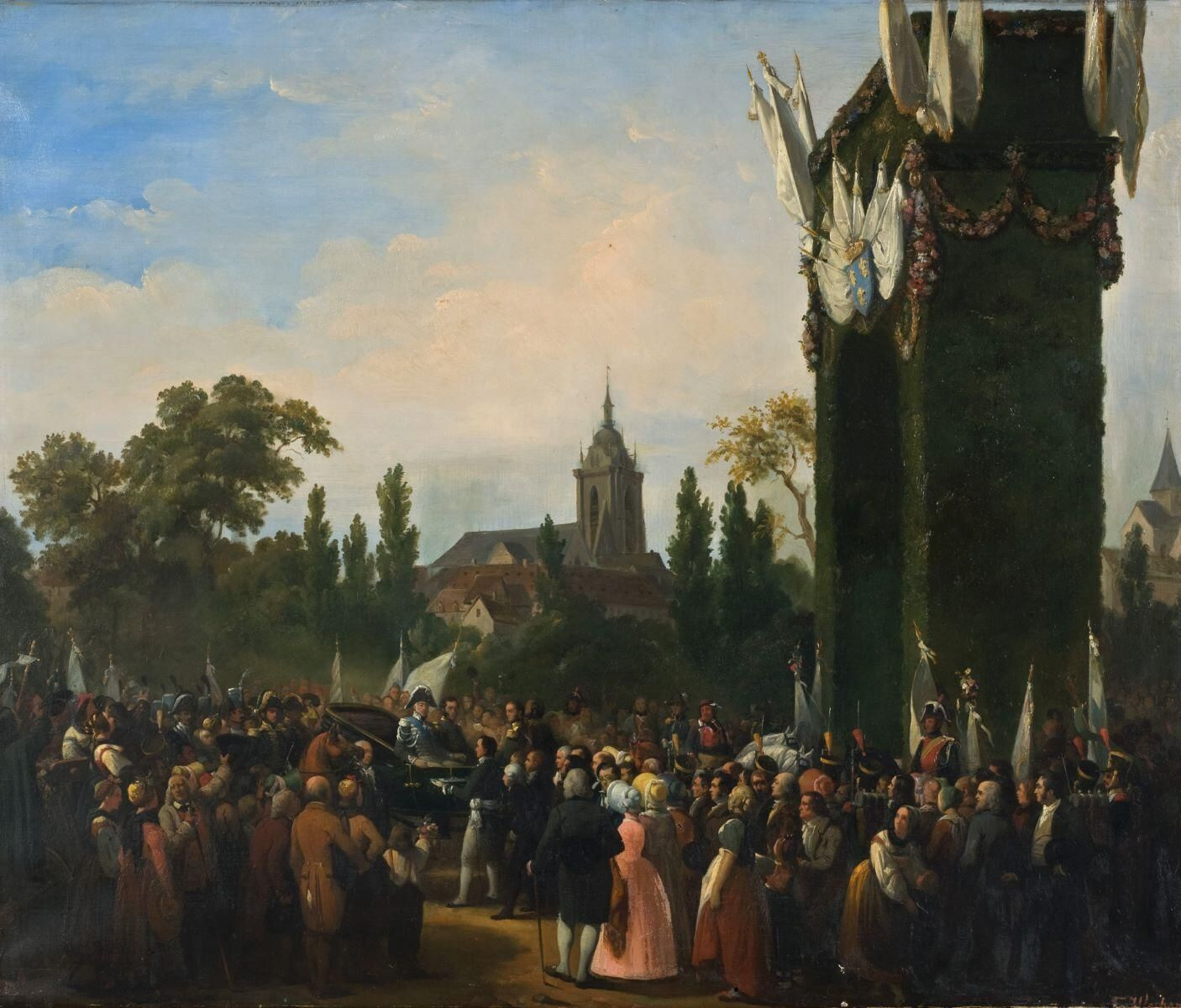
Въезд короля Карла X в Кольмар 10 сентября 1828 года